# Fundacja Dzieciom „Zdążyć z Pomocą”
Fundacja Dzieciom „Zdążyć z Pomocą” – ogólnopolska fundacja, będąca organizacją pozarządową posiadającą także status organizacji pożytku publicznego.
Fundacja powstała w 1998. Jej siedzibą jest Warszawa. Fundatorem tej organizacji został Stanisław Kowalski. Organem reprezentującym fundację jest jej zarząd. Wieloletnim prezesem fundacji był Stanisław Kowalski, który zmarł w 2022. Funkcję prezydenta Wspólnoty „Zdążyć z Pomocą” (tworzonej wspólnie z Fundacją Sedeka) objęła aktorka Beata Tyszkiewicz, zaś patronem jej głównego programu został Zbigniew Religa.
Fundacja od początku realizuje własny Program „Zdążyć z Pomocą”, w ramach którego działa na rzecz wsparcia dzieci chorych i niepełnosprawnych na terenie kraju. Pomaga również finansowo placówkom leczniczym, opiekuńczym i wychowawczym. Według danych własnych w 2009 organizacja miała około 9,5 tysiąca podopiecznych. Z jej inicjatywy w 2010 został otwarty pierwszy Ośrodek Rehabilitacji AMICUS w Warszawie. W kolejnych latach utworzono dwa następne ośrodki: BIOMICUS (2013) i CEMICUS (2014).
Fundacja pokrywa koszty swojej działalności z prowadzonej działalności wydawniczej, wydając m.in. kalendarze oraz książki dla dzieci. Wydała m.in. serię bajek z dołączonymi płytami CD z nagraniami polskich artystów, wśród których znaleźli się Beata Tyszkiewicz, Irena Kwiatkowska, Jacek Fedorowicz czy Ewa Ziętek.
Jest również organizacją pożytku publicznego. Z tzw. 1% podatku dochodowego od osób fizycznych za 2009 otrzymała około 68 milionów złotych, za 2010 około 88 milionów złotych, za 2011 około 109 milionów złotych, za 2012 około 117 milionów złotych, za 2013 około 127 milionów złotych, za 2014 około 136 milionów złotych. We wszystkich tych latach uzyskiwała największe wpływy z tego tytułu wśród wszystkich OPP, kilkakrotnie wyższe niż kwoty przekazywane na rzecz kolejnych organizacji. Podobna tendencja utrzymała się również w kolejnych latach.
Stanisław Kowalski, fundator i prezes zarządu fundacji, w 2009, za wybitne zasługi w organizowaniu i niesieniu pomocy dzieciom, za osiągnięcia w działalności społecznej i charytatywnej, został odznaczony Krzyżem Kawalerskim Orderu Odrodzenia Polski.